# Svetli (Gelendzhik, Krasnodar)
Svetli (del ruso: Светлый) es un posiólok del ókrug urbano de Gelendzhik del krai de Krasnodar, en el sur de Rusia. Está situado a orillas del río Adérbiyevka, 5 km al este de Gelendzhik y 85 km al suroeste de Krasnodar. Tenía 470 habitantes en 2010.
Pertenece al municipio Divnomorski.

## Historia
La localidad fue fundada en la década de 1960.

## Lugares de interés
En la peña Neksis, que se encuentra al norte de la población, se hallan dos dólmenes, Lunni (de la Luna) y Solnechni (del Sol).

## Transporte
Por la localidad pasan las carreteras federales M4 Don Moscú-Novorosíisk y M27 Novorosíisk-frontera abjasa, que comparten calzada en este tramo.